# Thaddée Nya Nana
Thaddée Nya Nana est un libraire, planteur de café, protestant de l'église évangélique du Cameroun et député camerounais, élu de Bangangté. Condamné pour le meurtre de deux missionnaires suisses, il est exécuté sur la place publique le 19 novembre 1965 à 44 ans.

## Biographie

### Carrière
Il était l'un des dignitaires, avec Paul Soppo Priso de l'église évangélique du Cameroun.

#### Politique
Il est élu député de Bangangté pour la législature de 1960-1963,. 
Dans divers projets de développement, les parlementaires, associés à défaut d’être initiateurs, faisaient des propositions de résolution. Ainsi, Nya Nana Thadée invite le gouvernement camerounais à prendre des mesures utiles pour accorder le bénéfice des prestations familiales à toutes les familles camerounaises; proposition de résolution adoptée le 02 novembre 1960.  
Une lutte de clans dans le parti à l'ouest du Cameroun l'oppose à l'ancien secrétaire d'État Jean-Pierre Wandji Nkuimy. Ils sont rivaux pour le leadership du parti. En mars 1965, le sous préfet de Bazou, Joseph Mbeng est assassiné.

#### Circonstance de sa mort
Accusé par son rival d'être l'instigateur du meurtre du sous-préfet, Jean-Pierre Wandji Nkuimy  est condamné aux travaux forcés à perpétuité en juin 1965, pour « complicité d'assassinat ». Mais Nya Thaddée, soupçonné de manipuler les témoins au cours du procès, ne s'en sort pas mieux. Il se retrouve à son tour sur le banc des accusés, cinq mois après le meurtre du sous-préfet de Bazou, lors de l'accusation de meurtre à l'église évangélique de Bangangté, de deux missionnaires protestants de nationalité suisse, Roland Vald-vogel et Liliane Markoff, le 21 août 1965, dans la localité de Bangangté. 
Jugé en 3 semaines, Thadée Nya Nana est exécuté en place publique, le 19 novembre 1965.